# El Hocine Ouchla
El Hocine Ouchla (Rabat, 1º dicembre 1970) è un ex calciatore marocchino, di ruolo difensore.

## Carriera

### Club
Ha giocato per tutta la sua carriera in Marocco, iniziando nella squadra della sua città di nascita, il FAR Rabat. Tra il 2006 e il 2008 ha giocato per il Moghreb Tétouan, ritornando l'anno successivo al FAR. Ha terminato la sua carriera nel 2010 con l'Association Salé.

### Nazionale
Ha partecipato con il Marocco ai Giochi della XXVII Olimpiade, collezionando tre presenze. Nel 2006 è stato selezionato per partecipare alla Coppa delle Nazioni Africane ma nella quale Ouchla non è mai entrato in campo.

## Palmarès

### Club

#### Competizioni nazionali
- Campionato marocchino: 2

FAR Rabat: 2005, 2008
- Coppa del Marocco: 3

FAR Rabat: 1999, 2003, 2004